# 李和平 (1963年)
李和平（1963年8月—），安徽潜山人，男，汉族，中华人民共和国政治人物。1985年5月参加工作，中国民主促进会会员。合肥工业大学基础部工程力学专业本科毕业，合肥工业大学数力系固体力学专业硕士研究生学历。第十三届全国政协常务委员。
1978年9月，在合肥工业大学基础部工程力学专业学习，并于1982年7月在同校数力系固体力学专业进修硕士研究生。
1985年5月，任合肥工业大学数力系教师。
1995年1月，任合肥工业大学教务处副处长。
1997年7月，任合肥工业大学教务处处长。
2007年6月，任安徽省教育厅副厅长。
2008年，当选第十一届全国政协委员，代表教育界分入第四十二组。
2012年6月，任安徽省教育厅副厅长、民进安徽省主委。
2016年12月，任安徽省教育厅厅长。
2018年1月，任安徽省政协副主席。